# Corey Maggette
Corey Antoine Maggette (Melrose Park, 12 novembre 1979) è un ex cestista statunitense, professionista nella NBA.

## Carriera

### College
Dopo un anno di college presso la Duke University, durante la quale disputò una discreta stagione nel campionato universitario NCAA, Maggette nel 1999 si dichiarò eleggibile per il draft NBA.

### NBA

#### Orlando Magic
Il suo approdo nella National Basketball Association avviene con gli Orlando Magic, che lo chiamano con la 13ª scelta assoluta. In Florida rimane solo per la sua stagione da rookie: nel 2000 la dirigenza lo cede ai Los Angeles Clippers, reduci da un'annata da incubo (soltanto 15 vittorie su 82).

#### Los Angeles Clippers
A L.A. il suo impiego aumenta, migliorando anche i risultati di squadra, e dopo un paio di buone stagioni Corey compie il decisivo salto di qualità, diventando uomo da 20 punti a partita. Il 2005 e il 2008 sono stati i suoi anni di maggior successo, capitalizzando più di 22 punti di media.

#### Golden State Warriors
Nell'estate 2008 decide di uscire dal suo contratto con la franchigia californiana e di immettersi nel mercato, passando così ai Golden State Warriors.

#### Charlotte Bobcats
Dopo la serrata NBA firma per i Charlotte Bobcats del presidente Michael Jordan.

#### Detroit Pistons
Il 27 giugno 2012 i Charlotte Bobcats lo mandano a Detroit in cambio di una prima scelta e Ben Gordon.

## Statistiche

### NCAA
| Anno      | Squadra          | PG | PT | MP   | TC%  | 3P%  | TL%  | RP  | AP  | PRP | SP  | PP   |
| --------- | ---------------- | -- | -- | ---- | ---- | ---- | ---- | --- | --- | --- | --- | ---- |
| 1998-1999 | Duke Blue Devils | 39 | -  | 17,7 | 52,5 | 34,5 | 71,6 | 3,9 | 1,5 | 0,7 | 0,4 | 10,6 |
| Carriera  | Carriera         | 39 | -  | 17,7 | 52,5 | 34,5 | 71,6 | 3,9 | 1,5 | 0,7 | 0,4 | 10,6 |

### NBA

#### Regular season
| Anno      | Squadra           | PG  | PT  | MP   | TC%  | 3P%  | TL%  | RP  | AP  | PRP | SP  | PP   |
| --------- | ----------------- | --- | --- | ---- | ---- | ---- | ---- | --- | --- | --- | --- | ---- |
| 1999-2000 | Orlando Magic     | 77  | 5   | 17,8 | 47,8 | 18,2 | 75,1 | 3,9 | 0,8 | 0,3 | 0,3 | 8,4  |
| 2000-2001 | L.A. Clippers     | 69  | 9   | 19,7 | 46,2 | 30,4 | 77,4 | 4,2 | 1,2 | 0,5 | 0,1 | 10,0 |
| 2001-2002 | L.A. Clippers     | 63  | 52  | 25,6 | 44,3 | 33,1 | 80,1 | 3,7 | 1,8 | 0,6 | 0,3 | 11,4 |
| 2002-2003 | L.A. Clippers     | 64  | 57  | 31,3 | 44,4 | 35,0 | 80,2 | 5,0 | 1,9 | 0,9 | 0,2 | 16,8 |
| 2003-2004 | L.A. Clippers     | 73  | 72  | 36,0 | 44,7 | 32,9 | 84,8 | 5,9 | 3,1 | 0,9 | 0,2 | 20,7 |
| 2004-2005 | L.A. Clippers     | 66  | 60  | 36,9 | 43,1 | 30,4 | 85,7 | 6,0 | 3,4 | 1,1 | 0,1 | 22,2 |
| 2005-2006 | L.A. Clippers     | 32  | 13  | 29,5 | 44,5 | 33,8 | 82,8 | 5,3 | 2,1 | 0,6 | 0,1 | 17,8 |
| 2006-2007 | L.A. Clippers     | 75  | 31  | 30,5 | 45,4 | 20,0 | 82,0 | 5,9 | 2,8 | 0,9 | 0,2 | 16,9 |
| 2007-2008 | L.A. Clippers     | 70  | 65  | 35,7 | 45,8 | 38,4 | 81,2 | 5,6 | 2,7 | 1,0 | 0,1 | 22,1 |
| 2008-2009 | G.S. Warriors     | 51  | 19  | 31,1 | 46,1 | 25,3 | 82,4 | 5,5 | 1,8 | 0,9 | 0,2 | 18,6 |
| 2009-2010 | G.S. Warriors     | 70  | 49  | 29,7 | 51,6 | 26,0 | 83,5 | 5,3 | 2,5 | 0,7 | 0,1 | 19,8 |
| 2010-2011 | Milwaukee Bucks   | 67  | 18  | 20,9 | 45,3 | 35,9 | 83,4 | 3,6 | 1,3 | 0,3 | 0,1 | 12,0 |
| 2011-2012 | Charlotte Bobcats | 32  | 28  | 27,5 | 37,3 | 36,4 | 85,6 | 3,9 | 1,2 | 0,7 | 0,0 | 15,0 |
| 2012-2013 | Detroit Pistons   | 18  | 0   | 14,3 | 35,5 | 23,8 | 75,0 | 1,4 | 1,1 | 0,3 | 0,1 | 5,3  |
| Carriera  | Carriera          | 827 | 478 | 28,2 | 45,3 | 32,4 | 82,2 | 4,9 | 2,1 | 0,7 | 0,2 | 16,0 |

#### Play-off
| Anno      | Squadra       | PG | PT | MP   | TC%  | 3P%  | TL%  | RP  | AP  | PRP | SP  | PP   |
| --------- | ------------- | -- | -- | ---- | ---- | ---- | ---- | --- | --- | --- | --- | ---- |
| 2005-2006 | L.A. Clippers | 12 | 2  | 24,3 | 46,7 | 33,3 | 91,0 | 7,3 | 1,4 | 0,6 | 0,4 | 15,3 |
| Carriera  | Carriera      | 12 | 2  | 24,3 | 46,7 | 33,3 | 91,0 | 7,3 | 1,4 | 0,6 | 0,4 | 15,3 |

#### Massimi in carriera
- Massimo di punti: 39 vs Los Angeles Lakers (12 aprile 2007)[1]
- Massimo di rimbalzi: 19 vs Detroit Pistons (8 novembre 2004)
- Massimo di assist: 9 (2 volte)
- Massimo di palle rubate: 6 vs Los Angeles Lakers (16 dicembre 2007)
- Massimo di stoppate: 2 (11 volte)
- Massimo di minuti giocati: 49 (2 volte)

## Palmarès
- McDonald's All-American Game (1998)